# Referendum w Irlandii w 2008 roku
Referendum w Irlandii w 2008 roku rozpoczęło się 9 czerwca, gdy do głosowania przystąpili mieszkańcy trzech wysp położonych u wybrzeży Hrabstwa Donegal – Arranmore, Gola i Inishfree. W pozostałej części kraju głosowanie odbyło się 12 czerwca 2008 roku. Do wcześniejszego głosowania przystąpili także żołnierze z misji EUFOR Althea. Przedmiotem referendum była ratyfikacja traktatu lizbońskiego. Irlandia jako jedyne państwo UE zadecydowała o ratyfikacji traktatu w drodze referendum. Referendum wynika z konieczności wprowadzenia w związku z traktatem zmian do Konstytucji Irlandii, które muszą być zatwierdzone w formie głosowania powszechnego. Przepisy nie wymagały osiągnięcia określonego progu wyborczego. W głosowaniu Irlandczycy opowiedzieli się przeciwko ratyfikacji traktatu.

## Sondaże
Wstępne sondaże wskazywały, że 60% Irlandczyków nie wiedziało jak zagłosuje, 28% opowiadało się za ratyfikacją, zaś 12% byłoby przeciw. Była to niewielka zmiana do listopada, kiedy to za traktatem opowiadało się 25%, 13% było przeciw, a 62% nie wiedziało jak zagłosuje. Według sondażu opublikowanego na początku marca 46% Irlandczyków opowiadało się za traktatem, przeciwnych było 23%, a 31% jeszcze nie zdecydowało jak głosować.
Sondaż przeprowadzony ok. 3 tygodnie przed referendum głosił, że poparcie dla traktatu wyraziłoby 41% Irlandczyków, zaś przeciwnych byłoby 33%. Liczba niezdecydowanych wyniosła wówczas ok. 26%.
Jeden z ostatnich sondaży przed referendum dawał przewagę przeciwnikom traktatu. Deklarację głosowania na „nie” złożyło 35% respondentów. Na „tak” zamierzało głosować 30% Irlandczyków, a niezdecydowanych było ciągle 28%. Sondaż przeprowadzono na zlecenie dziennika Irish Times.

## Kampania
Zwolennicy przyjęcia traktatu zwrócili uwagę na fakt, że Irlandia już zdobyła silną pozycję w strukturach UE, a prace nad dokumentem były w dużej mierze prowadzone przez samych Irlandczyków, w okresie przewodnictwa ich kraju w Radzie UE.
W toku kampanii premier Brian Cowen obiecał rolnikom, że zawetuje postulowane przez WTO propozycje zmian liberalizujące handel żywnością, co spotkało się z deklaracją poparcia dla traktatu przez zrzeszające ok. 80 tys. członków Stowarzyszenie Irlandzkich Farmerów. Eamon Gilmore, lider irlandzkiej Partii Pracy stwierdził, iż „zagłosowanie za odrzuceniem traktatu przyniesie okres obaw i niepewności”. Zwolennicy zwracali również uwagę na to, iż dzięki przyjęciu traktatu ulepszona zostanie ochrona irlandzkiej przyrody.
Przeciwnicy krytykujący traktat z pozycji lewicowych wskazywali na możliwość pogorszenia się opieki socjalnej i groźby ograniczenia praw pracowniczych. Z kolei przeciwnicy prawicowi podnosili obawy związane z utratą możliwości decydowania o takich kwestiach jak polityka fiskalna, czy też dopuszczalność aborcji. W kampanię na rzecz odrzucenia traktatu zaangażowali się także członkowie rządowej Fianna Fáil, m.in. Declan Ganley. Podnoszono także obawy związane z ewentualną utratą irlandzkiego komisarza.

## Wyniki
NIE (53%)
     TAK (47%)

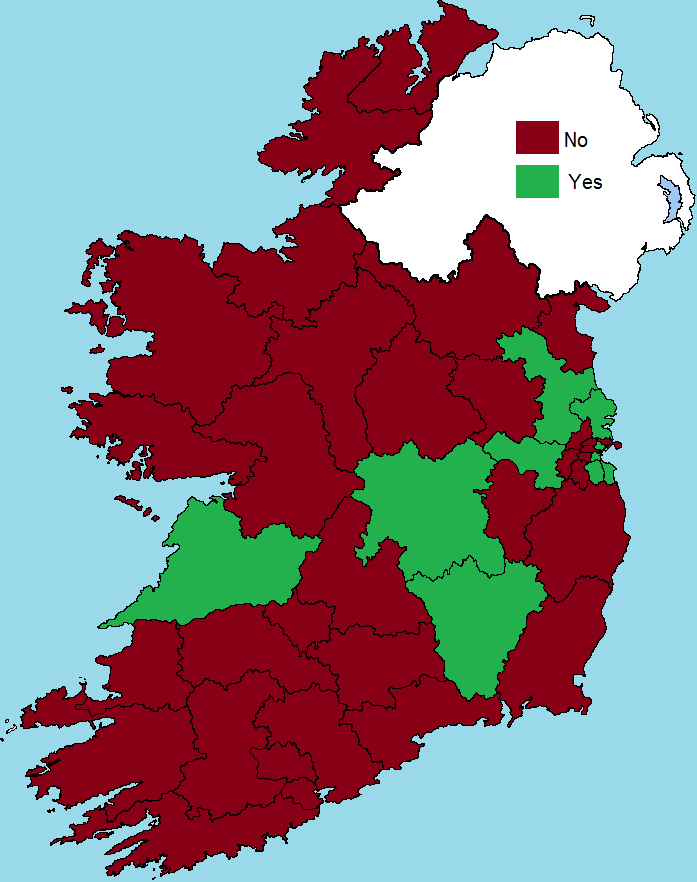
Wyniki w poszczególnych okręgach wyborczych
NIE (53%)
TAK (47%)

Według początkowych doniesień frekwencję szacowano na ok. 40%. Zgodnie z zapowiedzią nie publikowano sondaży exit polls. Oficjalne wyniki ogłoszono już 13 czerwca. Za odrzuceniem traktatu opowiedziało się 862415 głosujących (53,4%), zaś jego ratyfikację poparło 752451 Irlandczyków. Frekwencja wyniosła 53,1%.

| Okręg wyborczy          | Elektorat | Nieważne głosy | Frekwencja (%) | Za (%)       | Przeciw (%)  |
| ----------------------- | --------- | -------------- | -------------- | ------------ | ------------ |
| Carlow-Kilkenny         | 103 397   | 228            | 52 644 (51%)   | 26 210 (50%) | 26 206 (50%) |
| Cavan-Monaghan          | 92 920    | 190            | 49 649 (53%)   | 22 346 (45%) | 27 113 (55%) |
| Clare                   | 77 398    | 145            | 40 617 (52%)   | 20 982 (52%) | 19 490 (48%) |
| Cork East               | 83 850    | 169            | 42 398 (51%)   | 18 177 (43%) | 24 052 (57%) |
| Cork North Central      | 65 738    | 134            | 35 120 (53%)   | 12 440 (36%) | 22 546 (64%) |
| Cork North West         | 63 574    | 114            | 35 358 (56%)   | 16 253 (46%) | 18 991 (54%) |
| Cork South Central      | 89 844    | 177            | 49 455 (55%)   | 22 112 (45%) | 27 166 (55%) |
| Cork South West         | 58 225    | 143            | 32 184 (55%)   | 14 235 (44%) | 17 806 (56%) |
| Donegal North East      | 56 195    | 144            | 25 654 (46%)   | 9 006 (35%)  | 16 504 (65%) |
| Donegal South West      | 60 079    | 113            | 27 946 (47%)   | 10 174 (37%) | 17 659 (63%) |
| Dublin Central          | 57 864    | 121            | 28 265 (49%)   | 12 328 (44%) | 15 816 (56%) |
| Dublin Mid West         | 61 622    | 74             | 31 833 (52%)   | 12 577 (40%) | 19 182 (60%) |
| Dublin North            | 81 550    | 187            | 45 077 (55%)   | 22 696 (51%) | 22 194 (49%) |
| Dublin North Central    | 51 156    | 77             | 31 245 (61%)   | 15 772 (51%) | 15 396 (49%) |
| Dublin North East       | 52 432    | 101            | 29 991 (57%)   | 12 917 (43%) | 16 973 (57%) |
| Dublin North West       | 49 893    | 74             | 31 833 (52%)   | 12 577 (40%) | 19 182 (60%) |
| Dublin South            | 87 855    | 147            | 51 342 (58%)   | 32 190 (63%) | 19 005 (37%) |
| Dublin South Central    | 67 499    | 136            | 42 170 (52%)   | 16 410 (39%) | 25 624 (61%) |
| Dublin South East       | 81 743    | 116            | 27 871 (50%)   | 17 111 (62%) | 10 644 (38%) |
| Dublin South West       | 56 202    | 124            | 36 181 (54%)   | 12 601 (35%) | 23 456 (65%) |
| Dublin West             | 52 173    | 94             | 28 421 (55%)   | 13 573 (48%) | 14 754 (52%) |
| Dún Laoghaire           | 84 710    | 137            | 49 810 (59%)   | 31 524 (64%) | 18 149 (37%) |
| Galway East             | 80 569    | 166            | 40 124 (50%)   | 18 728 (47%) | 21 230 (53%) |
| Galway West             | 85 642    | 190            | 42 844 (50%)   | 19 643 (46%) | 23 011 (54%) |
| Kerry North             | 54 787    | 112            | 28 120 (51%)   | 11 306 (41%) | 16 702 (59%) |
| Kerry South             | 51 338    | 117            | 27 257 (54%)   | 11 569 (43%) | 15 571 (57%) |
| Kildare North           | 71 429    | 117            | 36 815 (52%)   | 20 045 (55%) | 16 653 (45%) |
| Kildare South           | 57 145    | 80             | 27 858 (49%)   | 13 470 (49%) | 14 308 (51%) |
| Laois-Offaly            | 105 053   | 243            | 56 992 (54%)   | 31 786 (56%) | 24 963 (44%) |
| Limerick East           | 76 735    | 168            | 39 444 (51%)   | 18 085 (46%) | 21 191 (54%) |
| Limerick West           | 57 847    | 129            | 29 958 (52%)   | 13 318 (45%) | 16 511 (55%) |
| Longford-Westmeath      | 81 834    | 192            | 42 065 (51%)   | 19 371 (46%) | 22 502 (54%) |
| Louth                   | 83 458    | 168            | 44 565 (53%)   | 18 586 (42%) | 25 811 (58%) |
| Mayo                    | 95 250    | 197            | 48 822 (51%)   | 18 624 (38%) | 30 001 (62%) |
| Meath East              | 67 415    | 105            | 34 148 (51%)   | 17 340 (51%) | 16 703 (49%) |
| Meath West              | 62 816    | 119            | 32 589 (52%)   | 14 442 (45%) | 18 028 (55%) |
| Roscommon-South Leitrim | 59 728    | 131            | 33 962 (57%)   | 15 429 (47%) | 18 402 (54%) |
| Sligo-North Leitrim     | 55 591    | 130            | 29 228 (53%)   | 12 602 (44%) | 16 496 (56%) |
| Tipperary North         | 55 941    | 148            | 32 750 (59%)   | 16 235 (50%) | 16 367 (50%) |
| Tipperary South         | 53 687    | 148            | 29 756 (56%)   | 13 853 (47%) | 15 755 (53%) |
| Waterford               | 72 052    | 160            | 38 474 (54%)   | 17 502 (46%) | 20 812 (54%) |
| Wexford                 | 101 124   | 205            | 53 369 (53%)   | 23 371 (44%) | 29 793 (56%) |
| Wicklow                 | 85 918    | 206            | 52 272 (61%)   | 25 936 (50%) | 26 130 (50%) |

## Reakcje
Jeszcze przed irlandzkim referendum decyzję o kontynuacji ratyfikacji zapowiedziała strona brytyjska, nawet w razie zwycięstwa przeciwników traktatu. Wynik głosowania spotkał się z pozytywną reakcją polityków Sinn Féin. Z kolei irlandzki premier zaapelował do UE o czas na wypracowanie nowego rozwiązania. Wynik był również szeroko komentowany wśród polityków unijnych, jednak nie została podjęta jednoznaczna decyzja o dalszych krokach postępowania w sprawie traktatu. O kontynuowanie procesu ratyfikacji zdecydowanie zaapelował Hans-Gert Pöttering. Stanowisko to poparł również włoski premier Silvio Berlusconi oraz czeski minister spraw zagranicznych Karel Schwarzenberg, co pozostaje w opozycji wobec stanowiska prezydenta Republiki Czeskiej, Václava Klausa, który opowiedział się za opracowaniem nowego dokumentu.
Decyzja Irlandczyków stała się jednym z głównych tematów czerwcowego szczytu Rady Europejskiej w Brukseli. Przewodniczący KE poparł irlandzką propozycję przygotowania nowej propozycji na szczyt w październiku. Ostatecznie w grudniu 2008 roku w czasie szczytu w Brukseli podjęto decyzję o przeprowadzeniu kolejnego referendum w sprawie ratyfikacji traktatu określając wstępnie jego termin na październik 2009 roku.